# Sankt Valentin (Baixa Áustria)
Sankt Valentin é um município da Áustria localizado no distrito de Amstetten, no estado de Baixa Áustria.